# Resenha Ao Vivo, Sem Compromisso
Resenha Ao Vivo, Sem Compromisso é o sétimo álbum ao vivo da dupla sertaneja brasileira Rionegro & Solimões. Foi gravado de forma descompromissada entre os dias 27 e 28 de janeiro de 2024 na fazenda de Rionegro em Restinga, São Paulo, em parceria com a dupla Emílio & Eduardo, e lançado inicialmente em formato de EPs. O primeiro em 3 de abril, o segundo em 2 de maio, o terceiro em 30 do mesmo mês, e o álbum unificado em 13 de junho.
Com o sucesso do projeto, as duplas lançaram uma continuação, Resenha Sem Compromisso, gravada em Rifaina, São Paulo.

## Faixas
| N.º            | Título                                         | Compositor(es)                                                                     | Duração |  |
| 1.             | "Bem Aos Olhos da Lua"                         | Marco Camargo                                                                      | 2:50    |  |
| 2.             | "Depois Que Perde"                             | Emílio / Eduardo                                                                   | 2:23    |  |
| 3.             | "Frio da Madrugada"                            | Pinocchio                                                                          | 2:48    |  |
| 4.             | "Eu Disse Não"                                 | Benedito Seviero / Ronaldo Adriano                                                 | 1:46    |  |
| 5.             | "Disque 2220210"                               | Durval / Davi                                                                      | 2:42    |  |
| 6.             | "Prato do Dia"                                 | Geraldo Borges                                                                     | 3:40    |  |
| 7.             | "Saudade"                                      | Tião Carreiro / Zé Matão                                                           | 2:39    |  |
| 8.             | "Rumo à Goiânia"                               | Paiva                                                                              | 1:47    |  |
| 9.             | "Pot-Pourri: Último Adeus / A Grande Montanha" | Benedito Seviero / José Homero / Ronaldo Adriano; Romeu Wandscheer / Tião Carreiro | 4:02    |  |
| 10.            | "Hino dos Reis"                                | Criolo                                                                             | 1:47    |  |
| 11.            | "Desatino"                                     | Ronaldo Viola / Zé Bill                                                            | 2:46    |  |
| 12.            | "Estrela de Ouro"                              | Ronaldo Adriano / Tião Carreiro                                                    | 2:17    |  |
| 13.            | "Amor e Saudade"                               | Dino Franco / José Milton Faleiros                                                 | 2:54    |  |
| 14.            | "Porta do Mundo"                               | Peão Carrero / Zé Paulo                                                            | 3:28    |  |
| 15.            | "Cheiro de Relva"                              | Dino Franco / Jose Fortuna                                                         | 2:11    |  |
| 16.            | "Pedacinhos"                                   | Carlos Randall                                                                     | 3:15    |  |
| 17.            | "Meus Pedaços"                                 | Roberta Miranda                                                                    | 3:34    |  |
| 18.            | "Você Virou Saudade"                           | Pinocchio                                                                          | 2:14    |  |
| 19.            | "Eu Ainda Te Amo"                              | Luiz Lucas / Rionegro                                                              | 2:02    |  |
| 20.            | "Ela Foi Embora"                               | Chico Amado / Robson Mathos                                                        | 1:18    |  |
| Duração total: | Duração total:                                 | Duração total:                                                                     | 48:26   |  |